# Annatto

Bixin, den större apokarotenoiden i annatton.

Annatto, roucou, orlean eller orleana är ett derivat från annattoträdet i släktet Bixa, som huvudsakligen växer i Amerikas tropiska regioner och som används för att producera färgämnen och smaktillsats. Doften har beskrivits som "lätt pepprig med en gnutta muskotnöt" och smaken som "ganska söt och pepprig"..
Annatton produceras från det rödaktiga fruktkött som omger fröna hos achiotebusken (Bixa orellana). Det används i många ostar, till exempel cheddar, red leicester och brie och även i livsmedel som margarin, smör, ris, rökt fisk och pulver till till exempel pudding.
Annatto är vanligt förekommande i det latinamerikanska och karibiska köket som både krydda och färgämne. Urinvånare i Central- och Sydamerika använder fröna för att tillverka kroppsbemålningar och läppstift. Av den anledningen kallas trädet ibland för läppstiftsträd.
Achiote härstammar från Sydamerika och har spridits och blivit mer populärt i många delar av Asien. De hjärtformade frukterna är bruna eller rödbruna när de är mogna och är täckta med korta, sträva hårstrån. När de är fullt mogna, delar sig frukten och visar de många mörkröda fröna. Frukten själv är inte ätbar utan det är det orangeröda fruktköttet som täcker fröna som används som färgämne, och kan liknas vid gurkmeja. Färgämnet tillreds genom att vispa fröna i vatten.

## Historia
Annatto har länge använts av karibiska och sydamerikanska ursprungsbefolkningens kulturer. Den tros härstamma från Brasilien men användes antagligen först inte som färgämne i maten utan till kroppsbemålningar, för att skydda sig mot djävulen och för att stöta bort insekter.. 
De antika aztekerna kallade det achiotl och användes under 1500-talet som bläck att skriva med.
.

## Användningsområden
På Jamaica har annatton använts i århundraden både som färgämne, kroppsbemålning, medicin mot halsbränna och magstress, solskyddsmedel och insektsborttagare. I Venezuela används annatto, eller onoto som det kallas på vissa ställen i tillverkningen av hallaca, perico och andra traditionella rätter. I Brasilien kallas både produkten och trädet urucum, även om produkten kan kallas colorau också. På de karibiska öarna kallas både frukten och trädet achiote eller bija. På Filippinerna kallas det atsuete och används som färgämne i vissa traditionella maträtter.
Annatto är en av huvudingredienserna i den populära kryddblandningen sazón som görs av det populära latinamerikanska matföretaget Goya Foods..

### Användning som färgämne
Annattofröet innehåller runt 5 % pigment, som består av 70-80 % bixin, som är en apokarotenoid och ett färgämne.. Som en tillsats har annatto e-numret E160b. Den fettlösliga delen av det grova extraktet kallas bixin och den vattenlösliga delen kallas norbixin. Båda har samma e-nummer som annatto. I USA är annattoextraktet listat som en livsmedelstillsats befriad från attester. och anses ofta vara en naturlig färg. Den gulorange färgen tillverkas av bixin och norbixin ihopblandat, som är klassificerat som xantofyll som är en slags karotenoid. De har till skillnad från betakaroten inte rätt kemisk struktur för att klassas som Vitamin A-mediciner. Ju mer norbixin det är i färgen, desto gulare blir resultatet. Ju mer bixin det är i färgen, desto rödare blir färgen. Om man inte använder en version som är säker mot syra får den en rosa nyans vid lågt pH-värde.
En röd färg utvunnen ur färgämnet kallas orleana, en gul färg orellin (eller orcellin). Färgämnet har även använts för textilfärgning, framför allt för gula nyanser på ull., 

## Allergen
Annatto har kopplats till många fall av matrelaterade allergier och är det enda naturliga färgämne som tros orsaka lika många allergiska reaktioner som artificiella färgämnen. Då det är ett naturligt färgämne, använder företag annatto för att kunna marknadsföra sina produkter som "naturliga" eller "inga artificiella färger". Trots att det rör sig om "naturlig produkt" har användningen av bekämpningsmedel vid odlingen lett till viss försiktighet inom europeisk livsmedelsindustri.